# Botteur
Un botteur est, au football américain et au football canadien, un  joueur dont la spécialité est de faire avancer le ballon avec le pied. Le botteur est un membre important des unités spéciales, soit les formations qui sont envoyées sur le terrain pour les jeux qui ne sont pas des jeux ordinaires à partir de la ligne de mêlée. Les botteurs se spécialisent ordinairement en botteur de précision (kicker ou placekicker) et de botteur de dégagements (punter). 
Dans la NFL (football américain), presque toutes les équipes emploient un joueur différent aux positions de botteur de précision et de botteur de dégagement. Le botteur de précision effectue les transformations (extra point), les bottés de placement (field goal) et les bottés d'envoi (kickoff). Par contre, au football canadien on emploie souvent le même botteur pour tous les types de bottés, en partie parce que seulement 44 joueurs peuvent être en uniforme pour un match, comparé à 46 dans la NFL.